# Dalibor Anušić
Dalibor Anušić (* 7. April 1976 in Banja Luka) ist ein aus Bosnien-Herzegowina stammender ehemaliger Handballspieler. Er ist seit 2007 kroatischer Staatsbürger.
Der 1,98 Meter große Anušić spielte zuletzt für den deutschen Verein Frisch Auf Göppingen und für die kroatische Nationalmannschaft (Rückennummer 8), und wurde in der Regel als Kreisläufer eingesetzt.

## Karriere
Dalibor Anušić bestritt für RK Brodomerkur Split seine ersten Ligaspiele und wurde dort 1997 kroatischer Vizemeister, bevor er 2002 erstmals ins Ausland wechselte, zu Pallamano Triest nach Italien. Nach drei Jahren im Friaul kehrte er 2005 nach Kroatien zurück und schloss sich Serienmeister RK Zagreb an. Dort gewann er 2005, 2006 sowie 2007 Meisterschaft und Pokal. 2007 wechselte er zu Frisch Auf Göppingen in die deutsche Handball-Bundesliga, wo er mit einem Jahr Unterbrechung (Saison 2009/10 bei MT Melsungen) bis zum Ende seiner Profikarriere im Jahr 2012 spielte. Mit Göppingen gewann er 2011 und 2012 den EHF-Pokal.
Anušić hatte bereits Länderspiele für Bosnien und Herzegowina bestritten, bevor er 2007 die kroatische Staatsbürgerschaft annahm. Seitdem hat er ca. 10 Länderspiele für die kroatische Nationalmannschaft bestritten. Bei der Weltmeisterschaft 2007 in Deutschland belegte er mit den als Titelfavorit angereisten Kroaten den 5. Platz.